# دهستان تومزهانگسا
دهستان تومزهانگسا (به لاتین: Tomzhangsa Gewog) یک دهستان در کشور بوتان است که در ناحیهٔ تراشیانگتس واقع شده‌است.